# William H. Parker
William H. Parker, all'anagrafe William Henry Parker III (Lead, 21 giugno 1905 – Los Angeles, 16 luglio 1966), è stato un poliziotto statunitense, capo del Los Angeles Police Department (LAPD) considerato come "il più grande ma anche il più controverso capo di polizia che Los Angeles abbia avuto". Il suo servizio è stato il più lungo, ben 39 anni. A lui è dedicata l'ex sede della polizia di Los Angeles chiamata appunto Parker Center. Nel film Scomodi omicidi del 1996 è interpretato dall'attore Bruce Dern, mentre nel film Gangster Squad del 2013 è interpretato da Nick Nolte.

## Biografia

### Gli inizi
Parker nacque a Lead (Dakota del Sud), e crebbe a Deadwood. Come molti abitanti del Midwest, la famiglia Parker emigrò a Los Angeles, California, nel 1922, in cerca di migliori opportunità, quando la città veniva pubblicizzata come il bianco posto d'America durante quel periodo. Avrebbe voluto diventare un avvocato, ma poi decise di arruolarsi nel Los Angeles Police Department l'8 agosto 1927. Ha servito come ufficiale LAPD per 15 anni prima di mettersi in congedo per combattere nella seconda guerra mondiale. Ha ricevuto una Purple Heart dopo essere stato ferito durante lo Sbarco in Normandia. Al termine della guerra rientrò in servizio con la polizia di Los Angeles.

### Capo della polizia
Divenuto capo della polizia il 9 agosto 1950, Parker decise che era giunto il momento di trasformare il corpo di polizia di Los Angeles nel più rinomato al mondo nella applicazione della legge. Al momento in cui egli aveva assunto la direzione nel 1950 infatti, era notoriamente corrotto. Vigevano a quel tempo le vecchie logiche di mantenimento dell'ordine pubblico per le strade caratterizzate da vizio e corruzione, e tutto ciò lo spinse alla convinzione che era necessaria una forza di polizia organizzata diversamente.
Nel primo periodo della sua gestione, ha dato avvio ad una forza altamente professionale nel contesto di un ambiente che è più responsabile e propenso al controllo amministrativo di rappresentanti politici. Nell'ottica di questo cambiamento si inseriscono l'implementazione dell'accademia di polizia, l'utilizzo di metodi di polizia più proattivi, ricorrendo meno all'uso della violenza ed un uso della forza limitato alle zone più a rischio; pratiche molto simili ai metodi di mantenimento della pace e dell'ordine di stampo militare a cui Parker aveva fatto ricorso durante l'esperienza bellica.
Tuttavia questo non sottrasse il dipartimento di polizia di Los Angeles alla vergogna di alcuni episodi tristemente famosi avvenuti proprio sotto la sua reggenza. Tra questi ricordiamo il "Natale di Sangue" Bloody Christmas avvenuto il 25 dicembre 1951. Si trattò di un grave pestaggio di sette uomini da parte di funzionari del Los Angeles Police Department il 25 dicembre 1951. Le aggressioni, che lasciarono cinque latino-americani e due giovani bianchi con le ossa rotte e gli organi spappolati, fu oggetto di indagini dopo pressioni da parte della comunità messicano-americana. L'indagine interna condotta dallo stesso Parker portò all'incriminazione di otto agenti di polizia per aggressione, mentre altri cinquantaquattro furono trasferiti e trentanove furono sospesi dal servizio.
L'evento è stato romanzato nel romanzo del 1990 L.A. Confidential di James Ellroy, di cui fu realizzato l'omonimo film nel 1997.
Il grande merito di Parker è stato quello di aver dato vita, grazie ad un'intensa attività investigativa (talvolta sopra le righe e con il ricorso a metodi non proprio ortodossi), ad un archivio della criminalità organizzata che fino a quel momento costituiva un unicum nel panorama delle forze dell'ordine degli Stati Uniti d'America; infatti fino ai primi anni cinquanta, l'F.B.I. e il suo direttore J. Edgar Hoover negavano l'esistenza della criminalità organizzata limitando il proprio raggio d'azione ai comuni malviventi.